# Episodi di Titeuf (terza stagione)
La terza stagione di Titeuf è composta da 160 episodi ed è andata in onda in Francia dal 27 agosto 2008 su France 3, mentre su Canal J viene trasmessa dal 1 settembre 2008 con un doppio episodio per finire a novembre 2009. In Italia la terza stagione è andata in onda a partire dal 5 ottobre 2009 su Cartoon Network e Boing.

## Episodi
| nº  | Titolo originale                        | Titolo italiano                       | Prima TV Francia  | Prima TV Italia |
| --- | --------------------------------------- | ------------------------------------- | ----------------- | --------------- |
| 1   | Supermatozoïde                          | Supermatozoide                        | 27 agosto 2008    | 2009            |
| 2   | Heureux Evènement                       | Un lieto evento                       | 4 settembre 2008  | 2009            |
| 3   | Abracadabra                             | Abracadabra                           | 11 settembre 2008 | 2009            |
| 4   | Vomito a disparu                        | Vomito è scomparso                    | 18 settembre 2008 | 2009            |
| 5   | 100 % Jeune                             | 100% Giovane                          | 25 settembre 2008 | 2009            |
| 6   | Seuls au monde                          | Soli al mondo                         | 2 ottobre 2008    | 2009            |
| 7   | Plus Que Parfait                        | Più che perfetto                      | 9 ottobre 2008    | 2009            |
| 8   | Moulinus Porté Disparu                  | Moulinus sembra sparito               | 16 ottobre 2008   | 2009            |
| 9   | Maman a des ailes                       | Mamma ha le ali                       | 23 ottobre 2008   | 2009            |
| 10  | La déprime de Tata Monique              | La depressione di Zia Monica          | 30 ottobre 2008   | 2009            |
| 11  | Le secret des filles                    | Il segreto delle ragazze              | 6 novembre 2008   | 2009            |
| 12  | Ma paire de Jumelles                    | Il mio paio di gemelle                | 13 novembre 2008  | 2009            |
| 13  | L'oublié du parc                        | Il parco delle sparizioni             | 20 novembre 2008  | 2009            |
| 14  | Ze T'aime Plus                          | Amo l'amore                           | 27 novembre 2008  | 2009            |
| 15  | Les Yeux de Basil                       | Gli occhi di Basil                    | 4 dicembre 2008   | 2009            |
| 16  | Concours Mégatrash                      | Concorso mega-trash                   | 11 dicembre 2008  | 2009            |
| 17  | Titeuf Versus Aimé                      | L'innamorata                          | 18 dicembre 2008  | 2009            |
| 18  | Trop c'est trop                         | Quando è troppo è troppo!             | 1º gennaio 2009   | 2010            |
| 19  | Tout va trop bien                       | Va tutto troppo bene                  | 8 gennaio 2009    | 2010            |
| 20  | Adieu Mèche Cruelle                     | Addio ciuffo crudele                  | 15 gennaio 2009   | 2010            |
| 21  | L'os du squelettausaure                 | L'osso di scheletrosauro              | 22 gennaio 2009   | 2010            |
| 22  | Belle Dedans                            | Bella dentro                          | 22 gennaio 2009   | 2010            |
| 23  | La Malédiction de la chaîne maudite     | La maledizione della catena maledetta | 29 gennaio 2009   | 2010            |
| 24  | Coin-Coin                               | Qua Qua                               | 29 gennaio 2009   | 2010            |
| 25  | Week-end Romantique                     | Fine settimana romantico              | 5 febbraio 2009   | 2010            |
| 26  | Soucoupe violente                       | Disco violento                        | 5 febbraio 2009   | 2010            |
| 27  | Aimé pète le feu                        | Glaieul lancia fuoco                  | 12 febbraio 2009  | 2010            |
| 28  | Ma conscience                           | La mia coscienza                      | 12 febbraio 2009  | 2010            |
| 29  | Mon Idole                               | Il mio idolo                          | 19 febbraio 2009  | 2010            |
| 30  | Tony Carpaccio                          | Tony Carpaccio                        | 19 febbraio 2009  | 2010            |
| 31  | 9ème sur la liste                       | Nono nella lista                      | 26 febbraio 2009  | 2010            |
| 32  | S.O.S. Mémé                             | S.O.S Nonna                           | 26 febbraio 2009  | 2010            |
| 33  | Mon Eau                                 | La mia acqua!                         | 5 marzo 2009      | 2010            |
| 34  | Clone Party                             | la gara dei cloni                     | 5 marzo 2009      | 2010            |
| 35  | Ah, l'amour                             | Ah, l'amore!                          | 12 marzo 2009     | 2010            |
| 36  | Le Cosmonaute                           | Il cosmonauta                         | 12 marzo 2009     | 2010            |
| 37  | Les Roues de la honte                   | Le ruote della vergogna               | 19 marzo 2009     | 2010            |
| 38  | Amnésique de la tête                    | attacchi di amnesia                   | 19 marzo 2009     | 2010            |
| 39  | Trop Zen                                | Troppo Zen                            | 26 marzo 2009     | 2010            |
| 40  | Journal Trop Intime                     | Un diario troppo segreto              | 26 marzo 2009     | 2010            |
| 41  | Yucca, yucca pas                        | Gnucco, non gnucco                    | 2 aprile 2009     | 2010            |
| 42  | Esprit es-tu là                         | L'esistenza dello spirito             | 2 aprile 2009     | 2010            |
| 43  | Horreur une p'tite sœur                 | Che orrore, una sorellina!            | 9 aprile 2009     | 2010            |
| 44  | La Guerre du volley mixte               | La guerra del volley misto            | 9 aprile 2009     | 2010            |
| 45  | Contre Mr Frix                          | Papà 007 contro Mister Frix           | 16 aprile 2009    | 2010            |
| 46  | Chagrin d'amour                         | Angoscia d'amore                      | 16 aprile 2009    | 2010            |
| 47  | Doudou nostalgie                        | Nostalgia dell’orsetto                | 23 aprile 2009    | 2010            |
| 48  | Danse avec nadia                        | Ballo con Nadia                       | 23 aprile 2009    | 2010            |
| 49  | Délit de fuite                          | Pericolo di fuga                      | 30 aprile 2009    | 2010            |
| 50  | Superpapy                               | Super Papà                            | 30 aprile 2009    | 2010            |
| 51  | Mon meilleur copain                     | Il mio migliore amico                 | 7 maggio 2009     | 2010            |
| 52  | Rock'n' mèche attitude                  | Stile rock'n ciuffo                   | 7 maggio 2009     | 2010            |
| 53  | Retour vers le passé                    | Ritorno al passato                    | 14 maggio 2009    | 2010            |
| 54  | Couple mixte                            | Coppia mista                          | 14 maggio 2009    | 2010            |
| 55  | Gentleman lover                         | L'amante gentiluomo                   | 21 maggio 2009    | 2010            |
| 56  | La Smecte                               | La setta                              | 21 maggio 2009    | 2010            |
| 57  | Gare aux garouilles                     | Attenti al lupo!                      | 28 maggio 2009    | 2010            |
| 58  | Smeusseu d'Amour                        | L'SMS d'amore                         | 28 maggio 2009    | 2010            |
| 59  | Comme des sauvages                      | Come selvaggi                         | 4 giugno 2009     | 2010            |
| 60  | La Crise                                | La crisi                              | 4 giugno 2009     | 2010            |
| 61  | La Débrouillardise de la vie            | Come arrangiarsi nella vita           |                   | 2010            |
| 62  | La Bande à Titeuf                       | La banda di Titeuf                    |                   | 2010            |
| 63  | Chasseurs de cambrivoleur               | Cacciatori di ladri                   |                   | 2010            |
| 64  | Le Premier poil                         | Il primo pelo                         |                   | 2010            |
| 65  | Mugolo resolution                       |                                       |                   | 2010            |
| 66  | Titeuf contre les bébé mutant           | Titeuf contro i bambini mutanti       |                   | 2010            |
| 67  | Bien fait pour toi!                     | Ben ti sta                            |                   | 2010            |
| 68  | La Maîtresse a du chien                 | La maestra ha fascino                 |                   | 2010            |
| 69  | Le Patron de Papa                       | Il capo di papà                       |                   | 2010            |
| 70  | Les Vaches sont toxiques                |                                       |                   | 2010            |
| 71  | Un Cadeau au poil                       | Un regalo peloso                      |                   | 2010            |
| 72  | Qui vole un œuf vole un boeuf?          | Chi ruba un uovo ruba un bue?         |                   | 2010            |
| 73  | Le Merle-chanteur                       | La iena                               |                   | 2010            |
| 74  | Titeuf, ce Poisson                      | Quel pesce di Titeuf!                 |                   | 2010            |
| 75  | Les Sandales qui font prout             | I sandali che fanno prout             |                   | 2010            |
| 76  | Pov'Slip                                | Mutandone                             |                   | 2010            |
| 77  | Titeuf de la jungle                     | Titeuf della giungla                  |                   | 2010            |
| 78  | L'Oeuf de Titeuf                        | L'uovo di Titeuf                      |                   | 2010            |
| 79  | L'âme de l'enfance                      | Lo spirito del bambino                |                   | 2010            |
| 80  | Adieu l'amour                           | Addio amore                           |                   | 2010            |
| 81  | Trop pour un seul type                  | Troppo per un solo ragazzo!           |                   | 2010            |
| 82  | La guerre des filles                    | La guerra delle ragazze               |                   | 2010            |
| 83  | Titeuf, ce pipole                       | Titeuf, il vip!                       |                   | 2010            |
| 84  | L'echange                               | Lo scambio                            |                   | 2010            |
| 85  | Le supermarché de la honte              | Il negozio della vergogna!            |                   | 2010            |
| 86  | Même pô peur                            | Niente paura                          |                   | 2010            |
| 87  | Teuf TV                                 | Tele-Titeuf                           |                   | 2010            |
| 88  | Envie de fraises                        | Voglia di fragole                     |                   | 2010            |
| 89  | Le complesque du dipe                   |                                       |                   | 2010            |
| 90  | La conspiration des filles              | Il complotto delle ragazze            |                   | 2010            |
| 91  | Un don de la nature                     | Un dono della natura                  |                   | 2010            |
| 92  | L'invasion des fluffies                 | L’invasione dei Fluffys               |                   | 2010            |
| 93  | Crâne d'oeuf                            | Testa d'uovo                          |                   | 2010            |
| 94  | La dégonfle                             | Il fifone                             |                   | 2010            |
| 95  | Légumivorophage                         | Divoratore di verdura                 |                   | 2010            |
| 96  | Toutes griffes dehors                   | Fuori gli artigli                     |                   | 2010            |
| 97  | Bouhouhou                               | L'amore è talmente…                   |                   | 2010            |
| 98  | L'enfer du portable                     | L'incubo del cellulare                |                   | 2010            |
| 99  | La fille de la piscine                  | La ragazza della piscina              |                   | 2010            |
| 100 | Big Megaglobobo                         | Big megagranbua                       |                   | 2010            |
| 101 | Coincé                                  |                                       |                   | 2010            |
| 102 | Adieu veaux, vaches, cochons            | Addio vitelli, mucche e maiali        |                   | 2010            |
| 103 | La vengeance du chewing gum masqué      |                                       |                   | 2010            |
| 104 | Titeuf de Bergerac                      |                                       |                   | 2010            |
| 105 | La boite anti-vieux                     |                                       |                   | 2010            |
| 106 | Amis pour la vie                        | Amici per sempre                      |                   | 2010            |
| 107 | La bouriflette somnambulique            | La bouriflette sonnambulica           |                   | 2010            |
| 108 | Sur écoute                              | Super udito!                          |                   | 2010            |
| 109 | OGM, organismes génétiquement les mêmes | Organismi geneticamente medesimi      |                   | 2010            |
| 110 | Le cri qui tue                          | Il grido pietrificante                |                   | 2010            |
| 111 | L'arbre génialogique                    | L'albero geniologico                  |                   | 2010            |
| 112 | Mission Ikiki                           | Missione Ikiki                        |                   | 2010            |
| 113 | Jeu de société                          |                                       |                   | 2010            |
| 114 | Le micro rien du tout                   | La micro nullità                      |                   | 2010            |
| 115 | Cherche grand-mère désespérément        | Cercasi nonna disperatamente          |                   | 2010            |
| 116 | Pépé se périme                          | Nonno è scaduto                       |                   | 2010            |
| 117 | Votez Titeuf                            | Votate Titeuf                         |                   | 2010            |
| 118 | Bonne fête papa                         | Buon compleanno Papà                  |                   | 2010            |
| 119 | Le cri de la carotte                    | Il grido della carota                 |                   | 2010            |
| 120 | L'enfer des euros                       | Euro infernali                        |                   | 2010            |
| 121 | Le préserv'à tif                        | Il preservativo                       |                   | 2010            |
| 122 | Sublime minable                         |                                       |                   | 2010            |
| 123 | Coursophobia                            | Spese da paura                        |                   | 2010            |
| 124 | Touche pô à mes jouets                  | Nessuno tocchi i miei giocattoli      |                   | 2010            |
| 125 | Full Titeuf                             | Il Titeuf Show                        |                   | 2010            |
| 126 | Le fruit de l'amour                     |                                       |                   | 2010            |
| 127 | Power Titeuf                            | Super Titeuf                          |                   | 2010            |
| 128 | Un poisson nommé Alain                  | Un pesce di nome Alain                |                   | 2010            |
| 129 | Made in Titeuf                          | Prodotto in Titeuf                    |                   | 2010            |
| 130 | Papa junior                             |                                       |                   | 2010            |
| 131 | Dark Jean-Claude                        | Dark Jean-Claude                      |                   | 2010            |
| 132 | Miraaac                                 | Miracolo!                             |                   | 2010            |
| 133 | Fille ou garçon                         | Uomo o donna?                         |                   | 2010            |
| 134 | Le bracelet brésilien                   | Il braccialetto brasiliano            |                   | 2010            |
| 135 | Prématurés du zizi                      |                                       |                   | 2010            |
| 136 | La fracture du biocarpe                 | La frattura del biocarpo!             |                   | 2010            |
| 137 | La fiancée de Titeuf                    | La fidanzata di Titeuf                |                   | 2010            |
| 138 | Fiesta d'enfer                          | Festa d'inferno                       |                   | 2010            |
| 139 | Nouvelle vie                            | Una nuova vita                        |                   | 2010            |
| 140 | Saint-Tropd'pèze                        | Saint Tropezza!                       |                   | 2010            |
| 141 | Titeuf quitte la maison                 | Titeuf va via di casa!                |                   | 2010            |
| 142 | Les bonnes résolutions                  | Buoni propositi!                      |                   | 2010            |
| 143 | Les chaussettes de l'étrange            | I calzini della stranezza             |                   | 2010            |
| 144 | Noyeux Joël                             | Buon Natale                           |                   | 2010            |
| 145 | Petit Pôpa Noël                         | L'aiutante di Babbo Natale            |                   | 2010            |
| 146 | Quelqu'un à qui parler                  | Qualcuno con cui parlare              |                   | 2010            |
| 147 | Le slip maudit                          |                                       |                   | 2010            |
| 148 | La fête des fils                        |                                       |                   | 2010            |
| 149 | Tcheu de taf                            | Ciccia, che lavoro                    |                   | 2010            |
| 150 | Tonton destroy                          | Zio Destroy                           |                   | 2010            |
| 151 | L'amour c'est trop nul                  | L'amore non è per niente figo!        |                   | 2010            |
| 152 | Amour, tempête et purée mixée           | Amore, tempesta e pappette            |                   | 2010            |
| 153 | Fan de                                  | Fan number one                        |                   | 2010            |
| 154 | Pôv Hugo                                | Povero Hugo!                          |                   | 2010            |
| 155 | La nuit de l'horreur                    | La notte della paura                  |                   | 2010            |
| 156 | Chirurgie estetique                     | Intervento chirurgico                 |                   | 2010            |
| 157 | Mugulisator                             | Mogolizzatore                         |                   | 2010            |
| 158 | Le génie de la tête                     |                                       |                   | 2010            |
| 159 | Niouk d'opéra                           | Malato d'opera                        |                   | 2010            |
| 160 | Top méga rendez-vous                    | Super mega appuntamento               |                   | 2010            |